# Iosif Popa
Iosif Popa (n. 10 decembrie 1878, Ramna, Județul Caraș-Severin (interbelic)) a fost un deputat în Marea Adunare Națională de la Alba Iulia, organismul legislativ reprezentativ al „tuturor românilor din Transilvania, Banat și Țara Ungurească”, cel care a adoptat hotărârea privind Unirea Transilvaniei cu România, la 1 decembrie 1918.

## Studii
Iosif Popa a făcut școala primară în comuna natală, apoi 2 ani școala primară germană din Bocșa Montană. Iosif Popa a urmat 4 clase de liceu în Lugoj și 4 clase în Blaj, unde a luat bacalaureatul în anul 1899. Studiile teologice le-a făcut în Seminarul catolic latin din Timișoara, terminând în 1903.
A luat premiul întâi pentru cea mai bună predică la un concurs de predici.

## Activitate profesională
A fost hirotonit de către episcopul Vasile Hossu în 1904.
A funcționat ca preot la Surducul Mare 1 an, la Zorlențul Mare 9 ani, ca protopop la Bocșa-Montană 7 ani.

## Activitate politică
De la Bocșa-Montană ia parte ca detegat la Marea Adunare Națională de la Alba Iulia.
Ia parte în toate luptele naționale.
În Zorlențul Mare a condus și banca Poporul.